# Бубна
Бу́бна (Буйна, Кабаниха, Синичка) — река в центре Москвы, левый приток реки Пресни, заключена в подземный коллектор, длина — 1,4 км. Исток находился в Козьем болоте (район Малой Бронной улицы), ныне на месте которого Патриаршие пруды.

## История
Название может быть объяснено из восточнославянских языков: «бубни́ть» — «болтать без умолку», а также «бу́бнить» — «киснуть, пучиться, подниматься бубном». Оба этих значения употребляются в наименованиях рек средней полосы. Приводится также белорусское слово «бубен» — «место высокое и бедное растительностью, болото, которое можно перейти». Также есть версия происхождения от звукоподражательного литовского корня bubenti, что означает «грохотать», «громыхать». Соответствует русскому «бубнить».

## Описание
Река до заключения в коллектор текла вдоль Малой Бронной улицы, пересекая Садовую-Кудринскую улицу, поворачивала на юго-запад и текла параллельно Зоологической улице, далее по новой территории Московского зоопарка. Там, в пойме реки, сохранились два пруда: Болото (Малый пруд новой территории), треугольной формы, 45×45 метров, южный берег забетонирован, остальные берега естественные, место экспонирования пеликанов и бакланов; Большой пруд новой территории, прямоугольный, 115×60 метров, берега забетонированы, островки укреплены булыжником, место экспонирования утиных. Далее река протекает под Большой Грузинской улицей и впадает в Пресню в районе старой территории зоопарка.